# Caryomyia albipilosa
Caryomyia albipilosa är en tvåvingeart som beskrevs av Gagne 2008. Caryomyia albipilosa ingår i släktet Caryomyia och familjen gallmyggor. Inga underarter finns listade i Catalogue of Life.